# SSAB
SSAB AB (vroeger: Svenskt Stål AB) is een Zweeds staalbedrijf opgericht in 1978. Het produceert staal en staalproducten met de belangrijkste productielocaties in Zweden, Finland en de Verenigde Staten. De aandelen staan genoteerd aan de NASDAQ beurs van Stockholm en Helsinki.

## Activiteiten
SSAB is vooral een producent van hoogwaardig staal. In 2019 was de productiecapaciteit bijna 9 miljoen ton op jaarbasis en behoort daarmee tot de kleine spelers in de globale staalmarkt. De activiteiten van SSAB zijn verdeeld over drie staaldivisies en twee dochterbedrijven:
- SSAB Special Steels
- SSAB Europe
- SSAB Americas
- Tibnor, groothandel, levert staalproducten aan een diverse groep klanten in Scandinavië en Baltische staten
- Ruukki Construction, levert staalproducten aan de bouw in Europa.

De omzet over de drie divisies is redelijk gelijkmatig verdeeld. Tibnor en Ruukki nemen samen een vijfde van de omzet voor hun rekening en zo'n 10% van de operationele winst.
Er werken zo’n 15.000 mensen bij SSAB, waarvan driekwart in Zweden en Finland en zo’n 1400 in de Verenigde Staten. 
Op 31 december 2022 waren de grootaandeelhouders Loussavaara-Kiirunavaara Aktiebolag (LKAB) en de Finse staat. In september 2021 nam de Finse staat het Solidium Oy aandelenbelang in SSAB, 6,3% van de aandelen en 8,0% van het stemrecht, over.

### Resultaten
| Jaar | Omzet  | Bedrijfs-resultaat | Netto-resultaat | Ruwstaal productie (×1000 ton) | Werknemers (incl temps, gemiddeld) | Uitstoot CO2-eq. (×1000 ton) |
| ---- | ------ | ------------------ | --------------- | ------------------------------ | ---------------------------------- | ---------------------------- |
| 2000 | 19.271 | 1962               | 1311            | 3411                           | 9.831                              |                              |
| 2005 | 27.804 | 5735               | 4068            | 3966                           | 8.832                              |                              |
| 2010 | 39.883 | 1084               | 552             | 5752                           | 8.477                              |                              |
| 2015 | 56.864 | –243               | –508            | 7593                           | 17.515                             | 9448                         |
| 2020 | 65.396 | –325               | –510            | 7535                           | 15.121                             |                              |
| 2021 | 95.891 | 18.837             | 14.662          | 8179                           | 15.255                             |                              |

## Geschiedenis
In 1978 werd SSAB opgericht als een gevolg van een fusie van drie Zweedse staalbedrijven, Domnarvets Järnverk, Oxelösunds Järnverk en Norrbottens Järnverk. Domnarvets Järnverk is de oudste van de drie met een geschiedenis die teruggaat tot 1878. In 1980 werd Tibnor overgenomen. 
Medio 2007 werd IPSCO overgenomen, waarmee SSAB actief werd in Noord-Amerika met eigen productie locaties. SSAB betaalde US$ 7,7 miljard voor de grootste Amerikaanse producent van plaatstaal voor zware machines en pijplijnen voor de olie- en gasindustrie. Na de overname verdubbelde de productiecapaciteit van SSAB naar 7,4 miljoen ton per jaar en het kreeg verder 25 fabrieken in de Verenigde Staten en Canada. In 2008 verkocht SSAB de Canadese activiteiten, IPSCO Canada, aan de Russische Evrazgroep voor zo’n US$ 4 miljard.
In 2014 volgde de laatste grote overname, die van het Finse Rautaruukki. Beide bedrijven telden op dat moment 8700 medewerkers en de Europese Commissie gaf alleen toestemming onder voorwaarden. Diverse activiteiten moesten afgestoten worden omdat anders de marktpositie te groot zou worden in Zweden en Finland.
In 2019 emitteerde SSAB in totaal 9,6 miljoen ton CO2-equivalent, dit is ongeveer 1,4 ton CO2 per ton staal. Het heeft een uitgewerkt plan om de emissie in Zweden met een kwart terug te brengen in 2025 door de hoogoven in Oxelösund te vervangen door een vlamboogoven die staal produceert op basis van schroot. Hiermee halveert de uitstoot van CO2 op deze locatie. Andere hoogovens volgen later met de intentie om in 2045 geen fossiele brandstoffen meer te gebruiken om zo de uitstoot van CO2 te minimaliseren. SSAB werkt ook nauw samen met LKAB en Vattenfall aan een proeffabriek HYBRIT (Hydrogen Breakthrough Ironmaking Technology). In deze hoogoven wordt ijzer geproduceerd op basis van waterstof en niet langer met cokes uit steenkool. Bij dit nieuwe proces neemt de uitstoot van CO2 sterk af. De waterstof wordt met behulp van duurzame elektriciteit uit onder meer waterkracht gegenereerd. 

## Trivia
- In oktober 2020 kwamen er berichten dat SSAB geïnteresseerd zou zijn in de overname van Tata Steel IJmuiden.[8] Eind januari 2021 besloot SSAB niet door te gaan met het overnameplan.[9]